# USS Portland (CA-33)
CA-33 Портленд (англ. USS Portland) — тяжёлый крейсер США времен Второй мировой войны, головной корабль своего класса. Назван в честь города Портленд, штат Мэн.
«Портленд» заказан 13 февраля 1929 года. Заложен на верфи Bethlehem Steel Co., Shipbuilding Div. 17 февраля 1930 года. Спущен на воду 21 мая 1932 года. Введен в строй 23 февраля 1933 года. В годы Второй мировой войны получил 16 боевых звезд.